# Vadu Roșca, Vrancea
Vadu Roșca este un sat în comuna Vulturu din județul Vrancea, Moldova, România.
Aici a avut loc, în 1957, o mișcare de revoltă a sătenilor împotriva colectivizării reprimată sângeros de Nicolae Ceaușescu, care pe atunci era șeful Direcției Superioare Politice a Armatei și adjunct al Ministrului Forțelor Armate.
Pe 4 decembrie 1957 Securitatea a deschis focul asupra sătenilor răsculați. Nouă săteni au murit pe loc, alți 48 au fost răniți. Dintre cei care au scăpat de gloanțe, 18 au fost arestați și condamnați la închisoare.